# Motorola Droid
Motorola Droid (estilizado como DROID; versão GSM/UMTS: Motorola Milestone) é um smartphone habilitado para Internet e multimídia concebido pela Motorola, que funciona sistema operacional Android, do Google. A marca Droid é uma marca comercial da Lucasfilm licenciada para Verizon Wireless.
Nos Estados Unidos, o aparelho é distribuído exclusivamente pela Verizon Wireless, um modelo semelhante rodando o Android da Motorola, no entanto, está disponível a partir da Cellular South.
As características do telefone incluem rede em Wi-Fi, câmera de 5 megapixels, um fone de ouvido padrão de 3,5 milímetros, bateria intercambiável, tela touchscreen de 3,7 polegadas 854 x 480 display.
Lançado um ano após o Motorola Droid, o Droid 2 tem tela de 3,7 polegadas e mantém o teclado QWERTY físico slide. O aparelho roda a versão 2.2 do Android, possui a tecnologia Flash comum na web, câmera de 5 megapixels, 8 GB de armazenamento (com capacidade para mais 8 GB no cartão de memória).
Já o Droid 3 chegou aos EUA apenas em agosto de 2011. Tem tela de 4 polegadas  QHD, processador dual-core de 1 GHz, câmera de 8 MP, saída HDMI, teclado Qwerty completo (com oito linhas), mantém o suporte ao Flash, e possui o sistema operacional Android 2.3.